# Rózsaágy (televíziós sorozat)
A Rózsaágy (eredeti cím: Bed of Roses) ausztrál televíziós filmsorozat, amelyet Paul Moloney rendezett. A forgatókönyvet Elizabeth Coleman és Jutta Goetze írta,  a zenéjét Niko Schauble szerezte, a producere Mark Ruse és Stephen Luby, a főszerepekben Kerry Armstrong, Julia Blake és Hanna Mangan-Lawrence látható. Ausztráliában az ABC1 vetítette, Magyarországon pedig a Super TV2 sugározta.

## Szereplők
| Szereplő          | Színész(nő)           | Magyar hang | Leírás |
| ----------------- | --------------------- | ----------- | ------ |
| Louisa Atherton   | Kerry Armstrong       |             |        |
| Minna Franklin    | Julia Blake           |             |        |
| Marg Braithwaite  | Caroline Gillmer      |             |        |
| Holly Atherton    | Hanna Mangan Lawrence |             |        |
| Nick Pickering    | Jay Lagaia            |             |        |
| Gavin Braithwaite | Andrew S. Gilbert     |             |        |
| Deb Mathieson     | Kaarin Fairfax        |             |        |

## Epizódok

### 1. évad
| #  | #  | Eredeti cím | Magyar cím | Eredeti Premier | Magyar premier | Író | Rendező | Gyártási kód |
| -- | -- | ----------- | ---------- | --------------- | -------------- | --- | ------- | ------------ |
| 1. | 1. |             |            |                 |                |     |         |              |
| 2. | 2. |             |            |                 |                |     |         |              |
| 3. | 3. |             |            |                 |                |     |         |              |
| 4. | 4. |             |            |                 |                |     |         |              |
| 5. | 5. |             |            |                 |                |     |         |              |
| 6. | 6. |             |            |                 |                |     |         |              |

### 2. évad
| #   | #  | Eredeti cím | Magyar cím | Eredeti Premier | Magyar premier | Író | Rendező | Gyártási kód |
| --- | -- | ----------- | ---------- | --------------- | -------------- | --- | ------- | ------------ |
| 7.  | 1. |             |            |                 |                |     |         |              |
| 8.  | 2. |             |            |                 |                |     |         |              |
| 9.  | 3. |             |            |                 |                |     |         |              |
| 10. | 4. |             |            |                 |                |     |         |              |
| 11. | 5. |             |            |                 |                |     |         |              |
| 12. | 6. |             |            |                 |                |     |         |              |
| 13. | 7. |             |            |                 |                |     |         |              |
| 14. | 8. |             |            |                 |                |     |         |              |

### 3. évad
| #   | #   | Eredeti cím | Magyar cím | Eredeti Premier | Magyar premier | Író | Rendező | Gyártási kód |
| --- | --- | ----------- | ---------- | --------------- | -------------- | --- | ------- | ------------ |
| 15. | 1.  |             |            |                 |                |     |         |              |
| 16. | 2.  |             |            |                 |                |     |         |              |
| 17. | 3.  |             |            |                 |                |     |         |              |
| 18. | 4.  |             |            |                 |                |     |         |              |
| 19. | 5.  |             |            |                 |                |     |         |              |
| 20. | 6.  |             |            |                 |                |     |         |              |
| 21. | 7.  |             |            |                 |                |     |         |              |
| 22. | 8.  |             |            |                 |                |     |         |              |
| 23. | 9.  |             |            |                 |                |     |         |              |
| 24. | 10. |             |            |                 |                |     |         |              |
| 25. | 11. |             |            |                 |                |     |         |              |
| 26. | 12. |             |            |                 |                |     |         |              |